# Польша на летних Олимпийских играх 1928
Польша принимала участие в Летних Олимпийских играх 1928 года в Амстердаме (Нидерланды) во второй раз за свою историю, и завоевала три бронзовые, одну серебряную и одну золотую медали. Сборную страны представляли 93 участника (в том числе 11 женщин), участвовавшие в 44 соревнованиях по 11 видам спорта. Также были завоёваны две медали (золотая и бронзовая) на олимпийском конкурсе искусств.
Знаменосцем на церемонии открытия был борец классического стиля Мариан Ценевский.

## Медали
| Золото  |                                                                                               |                                                              |      |
| №       | Спортсмены                                                                                    | Вид спорта (дисциплина)                                      | Дата |
| 1       | Халина Конопацкая                                                                             | Лёгкая атлетика (Метание диска, женщины)                     |      |
| 2       | Казимеж Вежиньский                                                                            | Конкурсы искусств (Литература, лирические произведения)      |      |
| Серебро |                                                                                               |                                                              |      |
| №       | Спортсмены                                                                                    | Вид спорта (дисциплина)                                      | Дата |
| 1       | Казимеж Гзовский Казимеж Шосланд Михал Антоневич                                              | Конный спорт (Конкур. Командное первенство)                  |      |
| Бронза  |                                                                                               |                                                              |      |
| №       | Спортсмены                                                                                    | Вид спорта (дисциплина)                                      | Дата |
| 1       | Юзеф Тренквальд Михал Антоневич Кароль Руммель                                                | Конный спорт (Троеборье. Командное первенство)               |      |
| 2       | Францишек Брониковский Эдмунд Янковский Леон Биркхольц Бернард Ормановский Болеслав Древек    | Академическая гребля (Четвёрки распашные с рулевым, мужчины) |      |
| 3       | Адам Папе Тадеуш Фридрих Казимеж Ласковский Владислав Сегда Александр Малецкий Ежи Забельский | Фехтование (Сабля, командное первенство, мужчины)            |      |
| 4       | Владислав Скочиляс                                                                            | Конкурсы искусств (Живопись и графика, рисунки и акварели)   |      |

## Результаты соревнований

### Академическая гребля
Мужчины
| Гребцы | Соревнование                 | Раунд 1   | Раунд 1 | Утешительный заплыв | Утешительный заплыв | Раунд 2   | Раунд 2 | Утешительный заплыв | Утешительный заплыв | Раунд 3   | Раунд 3 | Полуфинал | Полуфинал | Финал     | Финал |
| Гребцы | Соревнование                 | Результат | Место   | Результат           | Место               | Результат | Место   | Результат           | Место               | Результат | Место   | Результат | Место     | Результат | Место |
| --- | ---------------------------- | --------- | ------- | ------------------- | ------------------- | --------- | ------- | ------------------- | ------------------- | --------- | ------- | --------- | --------- | --------- | ----- |
| Францишек Брониковский Эдмунд Янковский Леон Биркхольц Бернард Ормановский Болеслав Древек                                                                      | Четвёрки распашные с рулевым | 7:31.6    | 1 Q     | BYE                 | BYE                 | 7:47.6    | 1 Q     | BYE                 | BYE                 | 7:29.0    | 1 Q     | 7:29.0    | 1 Q       | 7:12.8    |       |
| Отто Годзялковский Станислав Урбан Андрей Солтан-Пересвят Мариан Водзянский Януш Слёнзак Вацлав Михальский Юзеф Лашевский Генрик Незабитовский Ежи Сколимовский | Восьмёрки                    | 6:37.0    | 1 Q     | BYE                 | BYE                 | 6:43.2    | 2       | 6:24.6              | 1 Q                 | 6:42.2    | 5       | NQ        | NQ        | NQ        | NQ    |

### Бокс
Мужчины
| Боксёр             | Весовая категория | Раунд 32                        | Раунд 16                         | Четвертьфинал             | Полуфинал     | Финал         | Финал |
| Боксёр             | Весовая категория | Соперник Итог                   | Соперник Итог                    | Соперник Итог             | Соперник Итог | Соперник Итог | Rank  |
| ------------------ | ----------------- | ------------------------------- | -------------------------------- | ------------------------- | ------------- | ------------- | ----- |
| Стефан Глон        | До 53,5 кг        | Освальдо Санчес Чили L PTS      | NQ                               | NQ                        | NQ            | NQ            | NQ    |
| Ян Гурны           | До 57,2 кг        | BYE                             | Фредерик Волкерт Канада W PTS    | Луциан Бике Бельгия L PTS | NQ            | NQ            | NQ    |
| Витольд Майхжицкий | До 61,2 кг        | Шандор Шоболевшкы Венгрия W PTS | Стефен Галайко США L PTS         | NQ                        | NQ            | NQ            | NQ    |
| Ежи Сноппек        | До 72,6 кг        | BYE                             | Фред Маллин Великобритания L PTS | NQ                        | NQ            | NQ            | NQ    |

### Борьба
Мужчины
Греко-римская борьба
| Борец          | Соревнование | Отборочная группа           | Отборочная группа               | Отборочная группа            | Отборочная группа            | Отборочная группа | Отборочная группа | Отборочная группа | Финальный раунд           | Финальный раунд |
| Борец          | Соревнование | Раунд 1 Результат           | Раунд 2 Результат               | Раунд 3 Результат            | Раунд 4 Результат            | Раунд 5 Результат | Раунд 6 Результат | Место             | Финальный раунд Результат | Место           |
| -------------- | ------------ | --------------------------- | ------------------------------- | ---------------------------- | ---------------------------- | ----------------- | ----------------- | ----------------- | ------------------------- | --------------- |
| Хенрик Ганзера | −56 kg       | Курт Лойхт Германия L F     | Дьюла Сабо Югославия L F        | н/д                          | н/д                          | н/д               | н/д               | 14                | NQ                        | NQ              |
| Леон Мазурек   | −61 kg       | Эрнст Штайнинг Германия L F | Эге Мейер Дания L F             | н/д                          | н/д                          | н/д               | н/д               | 14                | NQ                        | NQ              |
| Рышард Блажица | −66 kg       | Тайар Ялаз Турция L F       | Альберто Барбьери Аргентина W F | Харальд Петерссон Швеция W F | Эдуард Шперлинг Германия L F | н/д               | н/д               | 7                 | NQ                        | NQ              |
| Ян Галушка     | −79 kg       | BYE                         | Эйнар Хансен Дания W F          | Адольф Ригер Германия L F    | н/д                          | н/д               | н/д               | 8                 | NQ                        | NQ              |

### Велоспорт

#### Шоссейный велоспорт
| Велосипедист                                                        | Спортсмен       | Время    | Место |
| ------------------------------------------------------------------- | --------------- | -------- | ----- |
| Станислав Клосович                                                  | Групповая гонка | 5:51:31  | 57    |
| Эугениуш Михалак                                                    | Групповая гонка | 5:37:02  | 49    |
| Юзеф Поповский                                                      | Групповая гонка | 5:55:39  | 61    |
| Юзеф Стефаньский                                                    | Групповая гонка | 5:47:15  | 54    |
| Эугениуш Михалак Юзеф Стефаньский Станислав Клосович Юзеф Поповский | Командная гонка | 17:16:35 | 13    |

#### Трековый велоспорт
Спринт
| Велосипедист  | Соревнование | Раунд 1                                                   | Утешительный 1                                 | Утешительный финал                                                                     | Четвертьфинал                  | Полуфинал                      | Финал                          | Финал |
| Велосипедист  | Соревнование | Соперник Время Скорость (км/ч)                            | Соперник Время Скорость (км/ч)                 | Соперник Время Скорость (км/ч)                                                         | Соперник Время Скорость (км/ч) | Соперник Время Скорость (км/ч) | Соперник Время Скорость (км/ч) | Место |
| ------------- | ------------ | --------------------------------------------------------- | ---------------------------------------------- | -------------------------------------------------------------------------------------- | ------------------------------ | ------------------------------ | ------------------------------ | ----- |
| Ежи Кошутский | Спринт       | Ив ван Массенгове Бельгия Вальтер Хабенганс Швейцария 2 L | Берти Доннелли Ирландия Робертс Плюме Латвия W | Антонио Мальвасси Аргентина Сидней Козенс Великобритания Вальтер Хабенганс Швейцария W | Вилли Хансен Австралия L 13.2  | NQ                             | NQ                             | 5     |

Гит с места
| Велосипедист | Соревнование      | Время  | Место |
| ------------ | ----------------- | ------ | ----- |
| Юзеф Ланге   | Гит с места, 1 км | 1:18.0 | 6     |

Командная гонка преследования
| Велосипедисты                                  | Соревнование                  | Раунд 1           | Раунд 2            | Полуфинал      | Финал          | Финал |
| Велосипедисты                                  | Соревнование                  | Время             | Место              | Соперник Время | Соперник Время | Место |
| ---------------------------------------------- | ----------------------------- | ----------------- | ------------------ | -------------- | -------------- | ----- |
| Юзеф Ланге Альфред Реул Ян Зыберт Юзеф Оксютич | Командная гонка преследования | Бельгия (BEL) L q | Нидерланды (NED) L | NQ             | NQ             | 5     |

Тандем
| Велосипедисты                         | Соревнование | Четвертьфинал                             | Полуфинал                      | Финал                          | Финал |
| Велосипедисты                         | Соревнование | Соперник Время Скорость (км/ч)            | Соперник Время Скорость (км/ч) | Соперник Время Скорость (км/ч) | Место |
| ------------------------------------- | ------------ | ----------------------------------------- | ------------------------------ | ------------------------------ | ----- |
| Станислав Подгурский Людвик Туровский | Тандем       | Ганс Бернгардт Карл Кётгер Германия L12.4 | NQ                             | NQ                             | 5     |

### Конный спорт

#### Троеборье
| Наездник                                       | Лошадь    | Соревнование         | Манежная езда | Манежная езда | Полевые испытания | Полевые испытания | Полевые испытания | Полевые испытания | Конкур | Конкур | Сумма   | Сумма |
| Наездник                                       | Лошадь    | Соревнование         | Манежная езда | Манежная езда | Полевые испытания | Полевые испытания | Полевые испытания | Полевые испытания | Финал  | Финал  | Сумма   | Сумма |
| Наездник                                       | Лошадь    | Соревнование         | Очки          | Место         | Очки              | Место             | Сумма             | Место             | Очки   | Место  | Очки    | Место |
| ---------------------------------------------- | --------- | -------------------- | ------------- | ------------- | ----------------- | ----------------- | ----------------- | ----------------- | ------ | ------ | ------- | ----- |
| Михал Антоневич                                | Moja Miła | Личное первенство    | 144.50        | 39            | 1438.0            | 3                 | 1582.50           | 4                 | 240.0  | 16     | 1822.50 | 19    |
| Юзеф Тренквальд                                | Lwi Pazur | Личное первенство    | 184.70        | 25            | 1250.5            | 29                | 1435.20           | 6                 | 210.0  | 20     | 1645.20 | 25    |
| Кароль Руммель                                 | Donese    | Личное первенство    | 90.22         | 45            | 1240.0            | 30                | 1330.22           | 2                 | 270.0  | 12     | 1600.22 | 26    |
| Михал Антоневич Юзеф Тренквальд Кароль Руммель | См. выше  | Командное первенство | 419.42        | 12            | 3928.50           | 5                 | 4347.92           | 5                 | 720.00 | 2      | 5067.92 |       |

#### Конкур
| Наездник                                         | Лошадь   | Соревнование         | Квалификация | Квалификация | Квалификация | Финал | Финал | Финал | Финал |
| Наездник                                         | Лошадь   | Соревнование         | Время        | Штраф        | Место        | Штраф | Место | Штраф | Место |
| ------------------------------------------------ | -------- | -------------------- | ------------ | ------------ | ------------ | ----- | ----- | ----- | ----- |
| Михал Антоневич                                  | Readglet | Личное первенство    | 1:31         | 6            | 20           | NQ    | NQ    | NQ    | NQ    |
| Казимеж Гзовский                                 | Mylord   | Личное первенство    | 1:33         | 0            | 4 Q          | 2     | 4     | NQ    | 4     |
| Казимеж Шосланд                                  | Alli     | Личное первенство    | 1:40         | 2            | 13           | NQ    | NQ    | NQ    | NQ    |
| Михал Антоневич Казимеж Гзовский Казимеж Шосланд | См. выше | Командное первенство | 4:44         | 8            | 2            | н/д   | н/д   | 8     |       |

### Лёгкая атлетика
Мужчины
Трековые дисциплины
| Спортсмен                                                         | Соревнование           | Квалификация | Квалификация | Четвертьфинал | Четвертьфинал | Полуфинал | Полуфинал | Финал     | Финал |
| Спортсмен                                                         | Соревнование           | Результат    | Место        | Результат     | Место         | Результат | Место     | Результат | Место |
| ----------------------------------------------------------------- | ---------------------- | ------------ | ------------ | ------------- | ------------- | --------- | --------- | --------- | ----- |
| Клеменс Биняковский                                               | 400 м                  | 50.8         | 3            | NQ            | NQ            | NQ        | NQ        | NQ        | NQ    |
| Юзеф Яворский                                                     | 1500 м                 | 4:14.0       | 7            | NQ            | NQ            | NQ        | NQ        | NQ        | NQ    |
| Стефан Костшевский                                                | 400 м                  | 52.2         | 4            | NQ            | NQ            | NQ        | NQ        | NQ        | NQ    |
| Стефан Костшевский                                                | 400 метров с барьерами | 56.0         | 2 Q          | н/д           | н/д           | 58.0      | 5         | NQ        | NQ    |
| Феликс Малановский                                                | 800 м                  | 1:59.8       | 5            | NQ            | NQ            | NQ        | NQ        | NQ        | NQ    |
| Войцех Трояновский                                                | 110 метров с барьерами | 16.0         | 6            | NQ            | NQ            | NQ        | NQ        | NQ        | NQ    |
| Зыгмунт Вейсс                                                     | 400 м                  | 50.8         | 3            | NQ            | NQ            | NQ        | NQ        | NQ        | NQ    |
| Феликс Зубер                                                      | 400 м                  | 52.6         | 4            | NQ            | NQ            | NQ        | NQ        | NQ        | NQ    |
| Клеменс Биняковский Стефан Костшевский Зыгмунт Вейсс Феликс Зубер | Эстафета 4×400 метров  | 3:24.2       | 4            | NQ            | NQ            | NQ        | NQ        | NQ        | NQ    |

Технические дисциплины
| Спортсмен            | Соревнование   | Квалификация | Квалификация | Финал      | Финал |
| Спортсмен            | Соревнование   | Расстояние   | Место        | Расстояние | Место |
| -------------------- | -------------- | ------------ | ------------ | ---------- | ----- |
| Юзеф Баран-Билевский | Метание диска  | 41.77        | 18           | NQ         | NQ    |
| Здзислав Новак       | Прыжки в длину | 6.57         | 33           | NQ         | NQ    |

Многоборья — Десятиборье
| Спортсмен     | Вид       | 100 m | LJ   | SP    | HJ   | 400 m | 100H | DT    | PV   | JT    | 1500 m | Итог | Место |
| ------------- | --------- | ----- | ---- | ----- | ---- | ----- | ---- | ----- | ---- | ----- | ------ | ---- | ----- |
| Антони Цейзик | Результат | 12.2  | 5.92 | 12.11 | 1.70 | 53.0  | 18.4 | 39.43 | 2.90 | 43.96 | 5:11.4 | 5415 | 18    |
| Антони Цейзик | Баллы     | 567   | 569  | 613   | 544  | 676   | 464  | 653   | 333  | 500   | 496    | 5415 | 18    |

Женщины
Трековые дисциплины
| Спортсменка         | Соревнование | Квалификация | Квалификация | Четвертьфинал | Четвертьфинал | Полуфинал | Полуфинал | Финал     | Финал |
| Спортсменка         | Соревнование | Результат    | Место        | Результат     | Место         | Результат | Место     | Результат | Место |
| ------------------- | ------------ | ------------ | ------------ | ------------- | ------------- | --------- | --------- | --------- | ----- |
| Гертруда Килосувная | 800 м        | 2:28.0       | 3 Q          | н/д           | н/д           | н/д       | н/д       | 2:28.0    | 8     |
| Отилия Табацкая     | 800 м        | 2:33.0       | 7            | NQ            | NQ            | NQ        | NQ        | NQ        | NQ    |

Технические дисциплины
| Спортсменка         | Соревнование  | Квалификация | Квалификация | Финал      | Финал |
| Спортсменка         | Соревнование  | Расстояние   | Место        | Расстояние | Место |
| ------------------- | ------------- | ------------ | ------------ | ---------- | ----- |
| Геновефа Кобельская | Метание диска | 32.72        | 8            | NQ         | NQ    |
| Халина Конопацкая   | Метание диска | 39.17 OR     | 1 Q          | 39.62 WR   |       |

### Парусный спорт
Men
| Спортсмен                          | Соревнование     | Квалификация | Квалификация | Квалификация | Квалификация | Набранные очки | Финальный итог | Финальная серия | Финальная серия | Финальная серия | Финальная серия | Набранные очки | Итоговое место |
| Спортсмен                          | Соревнование     | 1            | 2            | 3            | 4            | Набранные очки | Финальный итог | 1               | 2               | 3               | 4               | Набранные очки | Итоговое место |
| ---------------------------------- | ---------------- | ------------ | ------------ | ------------ | ------------ | -------------- | -------------- | --------------- | --------------- | --------------- | --------------- | -------------- | -------------- |
| Владислав Кжижановский Адам Вольфф | Монотип 12 футов | 8            | 8            | DNS          | 7            | 33             | 17             | NQ              | NQ              | NQ              | NQ              | NQ             | NQ             |

### Плавание
Мужчины
| Спортсмен          | Вид                  | Заплыв | Заплыв | Полуфинал | Полуфинал | Финал | Финал |
| Спортсмен          | Вид                  | Время  | Место  | Время     | Место     | Время | Место |
| ------------------ | -------------------- | ------ | ------ | --------- | --------- | ----- | ----- |
| Владислав Кунцевич | 100 м вольным стилем | 1:10.8 | 29     | NQ        | NQ        | NQ    | NQ    |

Женщины
| Спортсмен   | Вид           | Заплыв | Заплыв | Полуфинал | Полуфинал | Финал | Финал |
| Спортсмен   | Вид           | Время  | Место  | Время     | Место     | Время | Место |
| ----------- | ------------- | ------ | ------ | --------- | --------- | ----- | ----- |
| Ружа Кайзер | 200 м брассом | 3:45.2 | 20     | NQ        | NQ        | NQ    | NQ    |

### Современное пятиборье
| Спортсмен            | Соревнование          | Конкур | Фехтование | Стрельба | Плавание | Кросс  | Сумма баллов | Итоговое место |
| Спортсмен            | Соревнование          | Баллов | Баллов     | Баллов   | Баллов   | Баллов | Сумма баллов | Итоговое место |
| -------------------- | --------------------- | ------ | ---------- | -------- | -------- | ------ | ------------ | -------------- |
| Францишек Копровский | Современное пятиборье | 28     | 34         | 30       | 23       | 27     | 142          | 34             |
| Зенон Маллыско       | Современное пятиборье | 18     | 19         | 9        | 18       | 13     | 77           | 12             |
| Стефан Шелестовский  | Современное пятиборье | 26     | 12         | 35       | 1        | 36     | 110          | 26             |

### Фехтование
Мужчины
| Фехтовальщик                                                                                  | Соревнование               | Раунд 1                                                                                               | Раунд 1 | Раунд 2   | Раунд 2 | Четвертьфинал | Четвертьфинал | Полуфинал                               | Полуфинал | Финал                                     | Финал |
| Фехтовальщик                                                                                  | Соревнование               | Результат                                                                                             | Место   | Результат | Место   | Результат     | Место         | Результат                               | Место     | Результат                                 | Место |
| --------------------------------------------------------------------------------------------- | -------------------------- | --- | ------- | --------- | ------- | ------------- | ------------- | --------------------------------------- | --------- | ----------------------------------------- | ----- |
| Владислав Сегда                                                                               | Рапира Личное первенство   | Розгоньи Венгрия L 1-5 Лион Австрия L 2-5 Угла Швеция L 3-5 Гарсия Испания L 2-5 Фрод Югославия W 5-1 | 5       | NQ        | NQ      | NQ            | NQ            | NQ                                      | NQ        | NQ                                        | NQ    |
| Тадеуш Фридрих Адам Папе Александр Малецкий Казимеж Ласковский Владислав Сегда Ежи Забельский | Сабля Командное первенство | Великобритания (GBR) W 11-5 США (USA) W 9-7                                                           | 2 Q     | н/д       | н/д     | н/д           | н/д           | Италия (ITA) L 0-16 Бельгия (BEL) W 9-7 | 2 Q       | Венгрия (HUN) L 4-12 Германия (GER) W 9-7 |       |

## Конкурсы искусств
| Представитель      | Номинация          | Категория               | Название           | Награда |
| ------------------ | ------------------ | ----------------------- | ------------------ | ------- |
| Казимеж Вежиньский | Литература         | Лирические произведения | «Олимпийский лавр» |         |
| Владислав Скочиляс | Живопись и графика | Рисунки и акварели      | «Стрелок из лука»  |         |